# 음악다방
《다희의 음악다방》은 KNN 러브FM(부산 FM 105.7MHz, 양산 FM 88.5MHz, 기장/정관 FM 89.3MHz, 창원/김해/거제 FM 90.9MHz, 진주 FM 98.7MHz)에서 매일 저녁 7시부터 밤 10시까지 방송되었던 라디오 음악 프로그램이다.

## 진행자
- 최다희